# Univers de Westeros et Essos
Projet/Portail
L’univers de Westeros et Essos a été créé par l'écrivain américain George R. R. Martin. Il apparaît pour la première fois dans la suite romanesque Le Trône de fer en 1996 puis à partir de 2011 dans la série télévisée Game of Thrones. Cet univers fictif de fantasy médiévale est réutilisé dans les produits dérivés des romans.
La saga se déroule sur deux continents, Westeros et Essos. À l'Ouest, Westeros est divisé en neuf régions — le Nord, le Conflans, les Îles de fer, le Val, les Terres de l’Ouest, les Terres de l’Orage, le Bief, les Terres de la Couronne et Dorne — soumises à la suprématie du roi siégeant sur le « Trône de fer » à Port-Réal — capitale des Sept Couronnes. La région située à l'extrême nord du continent est séparée des Sept Couronnes par un gigantesque mur de glace, protégeant le royaume des créatures vivant de l'autre côté. À l'Est, au-delà du Détroit, se trouve le vaste continent d'Essos. Sur la côte se succèdent les cités libres ; en son centre s'étend une immense plaine appelée la mer Dothrak, alors que le sud est occupé par les contrées de l'été constant, la baie des serfs, la cité de Qarth et les ruines de l'ancienne Valyria.
Les romans se situent dans un monde ressemblant, par sa description des personnages et de l'organisation sociale, au Moyen Âge. Il est cependant marqué par une ancienne magie dont les restes continuent de peupler les légendes des différents continents ; l'existence de créatures surnaturelles, comme les Marcheurs blancs ou les dragons, rattache la saga au domaine de la high fantasy. L'histoire fictive de l'univers est un élément récurrent de l’œuvre de Martin, avec une importance presque équivalente à celle des événements qui constituent la narration des différents romans. La série aborde particulièrement le thème des luttes de pouvoir dans une description machiavélique du système politique, tout en se débarrassant du manichéisme parfois inhérent au genre de la fantasy épique.
Par son traitement de l'ambiguïté morale des personnages, de la violence et de la sexualité, Le Trône de fer se démarque de sagas du même type comme Le Seigneur des anneaux. Faisant de personnages abîmés, déformés ou infirmes ses héros, et réservant une place majeure aux personnages féminins naviguant au sein d'une société patriarcale, les romans s'adressent à un large public. La notoriété de la saga a cependant dépassé le seul cercle littéraire avec le succès de la série télévisée, qui en est l'adaptation, relançant les ventes des romans et développant un nouveau cercle de fans.

## Univers

### Histoire
L'histoire ancienne de Westeros est incertaine, y compris pour les personnages des romans. Des estimations de l'âge du monde réalisées par les archimestres (les sages apparentés à des universitaires) de la Citadelle varient entre 40 000 et 500 000 ans, alors que Samwell Tarly note que les histoires les plus anciennes qui ont été rapportées ont été écrites des milliers d'années après les événements eux-mêmes. L'histoire du continent est rapportée par plusieurs personnages, parfois sous la forme d'une leçon ou d'une histoire comme avec Mestre Luwin ou la Vieille Nan, et parfois par des personnages ayant fait des recherches, comme Sam Tarly ou Jojen Reed. La majorité de l'histoire fictive d'Essos est liée à celle de Valyria, une cité autrefois située sur une péninsule au Sud du continent, siège de la maison Targaryen.

### Saisons
La raison pour laquelle les saisons ont des durées très variables a longtemps été débattue par les fans de la série. D'après une étude soumise à la revue Science, des astronomes de l’Université Johns-Hopkins de Baltimore (Maryland, États-Unis) proposent que l'action se passe sur une planète en orbite autour d'une étoile binaire. Sur cette planète, l'année durerait 700 jours, et les deux étoiles de type solaire auraient une orbite de 100 jours. Du fait de cette situation, les hivers pourraient durer de 600 à 850 jours. Étant donné qu'ils se retrouvent au milieu d'un problème à trois corps, il est impossible aux habitants, qui n'ont pas d'ordinateurs, de connaître à l'avance la durée des saisons. Cependant d'autres scientifiques sont sceptiques.
Selon Stephen Kane, astronome au Caltech, ce modèle n'est pas assez chaotique par rapport aux phénomènes observés sur la planète. Il suggère qu'une troisième étoile soit ajoutée ou bien de complètement reconsidérer cette idée par le fait que cette planète serait en réalité une lune d'une planète géante gazeuse. Les scientifiques sont néanmoins d'accord entre eux sur le fait qu'ils approchent d'une explication purement physique de la situation, tout en admettant que leurs théories tomberaient totalement à l'eau si la magie, commune dans l'univers de la série, était impliquée dans ces processus.

### Langues
La majorité des habitants de Westeros parlent la langue commune. À Essos, plusieurs langages sont utilisés, bien que la langue commune soit parlée dans de nombreux endroits. Les Dothrakis parlent une langue qui leur est propre. Le haut valyrien est la langue originelle parlée au temps de l'empire valyrien. Des dérivés de cette langue sont parlés dans la Baie des serfs et dans les Cités libres.
Pour la série télévisée, le linguiste David J. Peterson a créé le dothraki, ainsi que le haut valyrien et l'un de ses dérivés parlé à Astapor, basé sur les fragments disponibles dans les romans,.
On peut imaginer que de nombreuses autres langues sont parlées dans le monde du Trône de Fer et notamment sur Essos. En effet, dans la saison 3, au cours d'une conversation avec Daenerys Targaryen, sa suivante Missandei lui dira qu'elle est capable de converser en 19 langues différentes.

### Organisations

#### La Garde de nuit
La Garde de nuit est un ordre militaire chargé de la défense de la frontière nord des Sept Couronnes. Ses membres sont entièrement vêtus de noir et ont fait vœu de ne pas prendre femme et de ne pas avoir de possessions matérielles. Elle est un ordre neutre, qui est tenu de ne jamais prendre parti au sein des conflits politiques internes aux Sept couronnes. Tout frère juré ayant prononcé ses vœux ne peut dès lors plus quitter « le noir », la désertion étant punie de mort.
Elle existe depuis plusieurs milliers d'années, sa création remontant à l'époque de l'âge des héros. Ses membres occupent trois forteresses (Châteaunoir, Fort-Levant et Tour Ombreuse), patrouillent le long du Mur et organisent parfois des expéditions de l'autre côté. Leur mission principale est de repousser les raids Sauvageons du Royaume, bien que la Garde ait été créée pour lutter contre les Marcheurs blancs. Ils sont divisés en trois catégories distinctes (le génie, l'intendance et les patrouilles) et dirigés par le Lord Commandant, élu à vie par les membres de la Garde. Elle comptait à l'origine des milliers d'hommes et jouissait d'un grand prestige, mais le désintérêt progressif des habitants de Westeros en a drastiquement diminué l'effectif ; elle est aujourd'hui composée de rares volontaires, alors que des criminels ayant préféré « prendre le noir » plutôt que la prison ou la mort y sont régulièrement envoyés.

#### La Garde royale
La Garde royale, fondée par Aegon le Conquérant de la maison Targaryen, est un corps d'élite rassemblant les plus fins bretteurs des Sept Couronnes. Stationné à Port-Réal, ce corps est composé de chevaliers ayant juré fidélité au roi : ils prêtent serment de le protéger, lui et sa famille, d'obéir à tous ses ordres et de garder ses secrets. Ce faisant, ils abandonnent toute prétention de femmes, domaines et descendance. Leurs vœux les engagent pour la vie, et c'est habituellement la mort qui les en délivre. Les chevaliers portent des manteaux et des boucliers blancs, leur valant le surnom de « Blanche Garde ». Au nombre de sept, les membres de la confrérie sont sous la responsabilité de leur lord-commandant, qui siège généralement au Conseil restreint du roi ; il est ainsi l'un des personnages majeurs de Westeros.
Nombre des membres historiques de la Garde royale sont des chevaliers légendaires, dont les exploits sont contés à travers tout le continent. Mais si de nombreuses luttes internes ont jalonné son histoire, les récents événements ont largement entaché son prestige. Avant l'accession au trône de Robert Baratheon, le roi Aerys II Targaryen fut assassiné par l'un de ses propres gardes, Jaime Lannister, depuis surnommé « le Régicide ». Par la suite, Robert amnistia Ser Barristan Selmy et le nomma commandant, avant que son héritier devenu roi, Joffrey, ne le démette de ses fonctions, constituant un précédent.

#### Les mestres
Les mestres forment un ordre d'érudits formés à différentes formes de savoirs à la citadelle de Villevieille. Une fois formé, le mestre est envoyé servir une des maisons nobles du royaume des Sept Couronnes et joue le rôle de conseiller du seigneur de cette maison, mais aussi celui de précepteur de ses enfants et de médecin. Chacun porte autour du cou une chaîne dont chaque maillon, fait d'un métal différent, symbolise un savoir qu'il maîtrise (comme la médecine, la comptabilité, l'histoire, l'art de la guerre, etc.). Les Archimestres siègent à la Citadelle et désignent le Grand Mestre, qui est envoyé au service du roi.

#### Les autres groupes
- Les alchimistes, ou pyromants, constituent une guilde siégeant à Port-Réal. Puissante à l'époque d'Aerys II Targaryen, elle est désormais peu influente mais reste la seule à maîtriser l'art du feu grégeois.
- Le guet de Port-Réal, est le nom donné à la force de maintien de l'ordre de la capitale. Surnommés « manteaux d'or » d'après la couleur de leur cape, ses membres assurent la sécurité à l'intérieur de la ville et patrouillent sur ses remparts.
- Les Immaculés sont des esclaves eunuques formés pour le combat à Astapor.
- Les Sans-Visage forment une organisation d'assassins d'élite dont le siège est à Braavos. Ils ont une très grande réputation et leurs services sont très chers. Ils sont formés aux arts du combat et à l'utilisation du poison et peuvent notamment modifier leur apparence physique, ce qui leur vaut leur surnom.
- Les septons sont les prêtres de la religion des Sept.
- Le Conseil restreint est le principal organe du pouvoir royal à Port-Réal. Il est composé du Roi, de la Main du Roi (équivalent du Premier Ministre), du Grand Argentier (chargé des finances de la couronne), du Grand Mestre, du maître des lois (Garde des Sceaux), du maître des chuchoteurs (chef des espions), du maître des navires et du Lord Commandant de la garde royale. En l'absence du roi, c'est la Main qui a la charge de la tenue du conseil et qui prend les décisions, ce qui fait de lui le deuxième homme fort du royaume.

### Religions

#### Les Anciens dieux
Les Anciens dieux est le nom donné aux très anciennes divinités adorées dans le nord de Westeros. C'était autrefois la religion principale du continent mais elle a été supplantée par le culte des Sept, sauf dans la région nord des Sept Couronnes. Il n'existe aucun clergé ni aucun rituel particulier en l'honneur des anciens dieux, exception faite des barrals, arbres emblématiques du nord sur lesquels ont été sculptés des visages humains et devant lesquels on prie silencieusement ou on célèbre les mariages.

#### La Religion des Sept
La Religion des Sept, également appelée « la Foi », est la religion largement prédominante dans les Sept Couronnes (sauf dans la région nord). Elle est basée sur le culte de sept divinités, le Père, la Mère, l'Aïeule, le Guerrier, le Ferrant, la Jouvencelle et l’Étranger, qui ne sont en fait que les sept représentations d'une seule divinité. Les prêtres de ce culte sont appelés les septons (septas au féminin) et les lieux de culte sont des septuaires. Le dirigeant suprême de la Foi est le Grand Septon, qui est élu à vie par un concile de septons au sommet de la hiérarchie et qui réside au Grand Septuaire de Baelor, à Port-Réal. Diverses organisations ont été créées à l'intérieur du culte : ainsi, les Sœurs du silence sont chargées de s'occuper des morts, alors que les Fils du Guerrier et les Pauvres Compagnons sont des ordres combattants qui ont longtemps été interdits avant d'être à nouveau autorisés par Cersei Lannister afin d'annuler la dette financière que la couronne avait contractée envers la Foi.

#### R'hllor
R'hllor, également appelé le « Maître de la Lumière » ou le « Dieu rouge », est une divinité symbolisée par le feu et dont le culte provient d'Asshaï. Les prêtres rouges forment le clergé de cette divinité et sont bien établis à Essos. À Westeros par contre, cette religion n'a que très peu d'adeptes mais deux prêtres rouges, Thoros de Myr et Mélisandre, commencent à la répandre chacun de leur côté et font la démonstration de pouvoirs surnaturels qui leur ont censément été conférés par R'hllor. Les prêtres rouges, croient en le pouvoir de la Lumière, et la venue d'un sauveur, Azor Ahaï ressuscité. Ils énoncent, que "la nuit est sombre et pleine de terreur". Leur culte est un culte monothéiste, basé sur la dichotomie entre le Maître de la Lumière, associé au bien, à la lumière, au jour, et au feu, et son adversaire, qui n'est jamais nommé, et qui est associé au mal, à l'ombre, à la nuit, et à la glace.

#### Le Dieu noyé
Le Dieu noyé est la principale divinité des Îles de fer. Son culte se limite à cet archipel et est appelé l'Antique Voie, laquelle prône le pillage, l'asservissement des vaincus et, en règle générale, l'emploi de la force et le rejet de toute forme de commerce.

#### Le Dieu multifaces
Le Dieu multifaces, vénéré à Braavos dans la Demeure du Noir et du Blanc. Son culte est apparu chez les esclaves des mines de métaux de l'antique Valyria. Ces derniers venant de toutes les régions du monde connu, chacun avec ses croyances et ses dieux, ils leur aurait été « révélé » qu'il ne s'agissait en fait que d'autant de facettes d'un seul et unique dieu à « maints visages ». Ce dieu dépêche dès la naissance de chaque individu un ange sombre qui le suit jusqu'au moment où il décide, en raison du poids des péchés ou de la souffrance de ce dernier, de lui accorder la délivrance en lui donnant la « bénédiction » (la mort). Même si ce culte connaît peu d'adeptes, qui lui vouent une existence de servitude totale, et encore moins de prêtres, il est très respecté dans les Cités Libres. Les Sans-visages sont des serviteurs du dieu multifaces, chargés d'assassiner ceux à qui a été accordé la « bénédiction ».

#### Autres croyances
- Les zoomans sont des individus dotés d'un don, vraisemblablement hérité des premiers hommes, leur permettant d'entrer lors de leur sommeil dans la peau d'animaux éveillés et de faire corps avec ces derniers. Cela commence par la faculté de voir avec leurs yeux, mais une maîtrise avancée de ce don leur permet d'aller beaucoup plus loin dans cette « fusion ».
- Les rêves verts sont des rêves prophétiques. Les hommes de la région marécageuse des Paluds, dans le Neck, semblent dotés de ce don, qui serait un héritage des enfants de la forêt dont ils seraient des descendants, selon la légende.
- Les maegi sont des sorcières, voyantes et guérisseuses originaires d'Essos.

### Peuples

#### Marcheur blanc
Les Marcheurs blancs ou Autres, sont des créatures humanoïdes à la peau blafarde et aux yeux d'un bleu brillant et artificiel, principale menace planant au-dessus de la tête de chaque être vivant foulant le sol de Westeros. Ce sont des créatures nocturnes dont la présence s'accompagne d'un froid intense, ils peuvent se déplacer silencieusement et leurs pieds ne s'enfonçant pas dans la neige,. Ils sont seulement vulnérables au feu et au verredragon. Ils manient des épées d'un bleu translucide capables de briser l'acier des épées humaines.
Ils vivent dans les contrées glacées au nord du Mur, qui fut bâti pour protéger le royaume contre eux. Chaque créature ou être humain qu'ils tuent devient un mort-vivant, appelé spectre. Au début de la saga, personne n'en a entendu parler depuis des milliers d'années et ils sont devenus des êtres mythiques et légendaires auxquels presque plus personne ne croit, leur histoire ayant débuté, d'après la légende, au cours de la Longue Nuit, il y a huit mille ans.

#### Sauvageon
Les Sauvageons ou Peuple libre descendent des Premiers Hommes et vivent de l'autre côté du Mur. « Sauvageons » étant le nom que leur donnent les hommes du Sud, ils se nomment eux-mêmes le Peuple libre, persuadés que leurs us et coutumes « sauvages » leur accordent une plus grande liberté que les « agenouillés » du Sud. En effet, ils n'ont ni seigneur ni roi et ne s'inclinent devant aucun autre homme ou prêtre ; ils ont parfois un chef, mais, ne respectant guère l'autorité, les décisions du chef sont toujours susceptibles d'être discutées ou refusées. Cependant, leur liberté ne les empêche pas de subir la faim, le froid extrême du Nord et les habitudes guerrières et barbares des leurs. Composé de plusieurs milliers de tribus et de clans dont les conditions de vie sont les plus diverses, le Peuple libre vénère les Anciens Dieux.
La menace posée par les Sauvageons pour les Sept Couronnes est anecdotique, à l'exception des rares époques où ils s'unissent derrière l'un d'entre eux, alors nommé « Roi de l'autre côté du Mur ». Toutefois, ce titre porté par l'un de ces guerriers n'en fait pas un monarque, et aucun n'a jamais réussi à former un royaume durable à proprement parler. Ils se comportent plutôt en seigneurs de guerre, menant leur armée de Sauvageons vers le Mur, dans l'espoir de le traverser et de conquérir le Sud ; bien que certains aient réussi à passer le Mur, tous ont finalement été repoussés par la Garde de Nuit ou l'armée des Stark. Particulièrement indisciplinés, ils sont vulnérables à toute attaque d'un groupe armé entraîné, même très inférieur en nombre.

#### Enfant de la forêt
Les Enfants de la forêt ont été les premiers habitants de Westeros et sont censés être éteints à l'époque de la saga. Créatures humanoïdes, petits comme des enfants, ils ont la peau foncée et vivent de façon rudimentaire, bien qu'étant moins barbares que les Géants. Ne travaillant aucun métal, ils sont passés maîtres dans l'art de travailler l'obsidienne, aussi appelé « verredragon », qu'ils utilisent comme outils ou comme armes. Ils ne s'habillent pas avec des vêtements, leur préférant un assemblage ingénieux de feuilles et d'écorces. Leurs chants et leur musique sont réputés pour être magnifiques, bien qu'il n'en reste que quelques fragments ; leur langage, incompréhensible pour les hommes, ressemble au chant des pierres roulant dans un ruisseau, ou à celui du vent entre les feuilles, ou celui de la pluie sur l'eau, trouvant son origine dans les bruits et les sons qu'ils entendaient tous les jours. Ils ont aidé Brandon le Bâtisseur à construire le Mur.
Leurs dieux sont les mêmes dieux sans nom qui devinrent les dieux des Premiers Hommes, les Anciens Dieux, les dieux innombrables des torrents, des forêts et des pierres. Les Enfants ont gravé les visages de leurs dieux dans les arbres des bois sacrés. Ils maîtrisent une forme de magie en rapport avec la nature. Leurs sages, les vervoyants, sont capables de voir à travers les yeux des visages gravés sur les arbres pouvant ainsi être témoins d'événements se déroulant à une grande distance, ainsi que dans le passé ou le futur. Ils peuvent aussi communiquer avec certains animaux (contrairement aux change-peaux, ils ne peuvent cependant pas s'immiscer dans leur esprit). Contrairement aux Géants, les Enfants de la forêt occupaient tout le continent, des traces de leur passage ayant été retrouvées jusqu'à la côte de la mer d'Été. Ils ont progressivement disparu du continent à l'arrivée des Premiers Hommes.

#### Géant
Les Géants sont d'immenses et puissantes — mais simples — créatures qui vivent au Nord, dans les Contrées de l'éternel hiver. Ils peuvent atteindre plus de quatre mètres et leur peau est recouverte de fourrure. Sans roi ni seigneur, ils ne vivent pas dans des constructions, préférant les abris naturels, et n'utilisent d'autres outils que des branches arrachées aux arbres ; ils enterrent cependant leurs morts, un grand nombre de tombes de géants ayant été retrouvées par les patrouilleurs de la Garde de Nuit. Ils font désormais partie des légendes de Westeros, bien que les Sauvageons estiment qu'ils existent encore.

### Créatures

#### Dragons
Les dragons sont de gigantesques reptiles écailleux pouvant voler et cracher le feu. Leur longévité est inconnue et ils grandissent durant toute leur vie, du moins tant qu'ils sont en liberté. Domestiqués par les Targaryen, ils furent leur arme décisive lors de la conquête de Westeros mais le dernier dragon possédé par les Targaryen s'est éteint environ deux siècles avant le début de la saga. Depuis, plusieurs tentatives ont été faites pour redonner vie à la race mais elles ont toutes échoué, jusqu'à l'éclosion de trois œufs de dragons fossilisés possédés par Daenerys Targaryen. Le retour des dragons et celui de la magie semblent être intimement liés.

#### Loups géants
Les loups géants (appelés « loups-garous » dans la traduction de Jean Sola) sont des bêtes mythiques vivant au-delà du Mur séparant le royaume de Westeros des terres sauvages et glacées du Nord. Le mot anglais utilisé, « direwolf », est très proche du terme « dire wolf » qui désigne communément le loup préhistorique géant connu sous le nom scientifique de Canis dirus (la traduction par loup-garou ne reflète donc pas le sens du mot anglais utilisé tant par les romans que par la série télévisée). Lorsque l’histoire débute, aucun loup géant n’a été vu au sud du Mur depuis plus de 200 ans
Bien plus corpulents, puissants et intelligents que des loups ordinaires, les loups géants constituent de terribles adversaires à l’âge adulte et peuvent aisément tuer un homme pendant leur croissance. Ils sont tout à fait capables d'interactions avec les loups communs en prenant la tête d'une meute ou en procréant avec eux. Il est difficile d’affirmer avec certitude si ces animaux sont magiques ou non mais l’auteur insiste sur le comportement et les attributs singuliers des animaux. Ils sont immunisés contre la terreur inspirée aux autres animaux par les Autres. Un lien unissant les loups géants d’une même fratrie leur permet de ressentir leur présence dans un rayon de plusieurs kilomètres.
Leur destin est irrémédiablement lié à celui des principaux protagonistes de la Maison Stark. Au début du premier tome, le seigneur de Winterfell, Eddard Stark, et trois de ses fils, Robb, Jon et Bran, découvrent dans la neige le cadavre d'une louve géante, venant de mettre à bas six louveteaux dont un albinos. Ces six louveteaux sont chacun éduqués par un des enfants Stark : Nymeria pour Arya, Lady pour Sansa, Vent Gris pour Robb, Été pour Bran, Broussaille pour Rickon et Fantôme, l'albinos, pour Jon.
Pour préciser ce qu'il en est de la traduction du terme original « direwolf », le traducteur de la plupart des romans, Jean Sola, expliqua lors d’une interview que, s'il avait choisi le terme de « loup-garou », c'était « faute de mieux. Et parce que le roman se déroule dans une société hors du temps et des références habituelles ». 
En revanche, dans l'adaptation en série télévisée Game of Thrones, la traduction française a quant à elle choisi d’utiliser le terme « loup géant » pour désigner le « direwolf ». L’aspect surnaturel du loup est ainsi quelque peu gommé et cette traduction permet d’éviter la méprise avec les loups-garous propres au cinéma d’horreur. Ce retour au réel dans la désignation des bêtes correspond également à un choix de production : des Inuit du Nord, une race de gros chiens ressemblant particulièrement à des loups, sont préférés pour le tournage à des images de synthèse, trop onéreuses et artificielles.

#### Autres créatures
- Les manticores sont des insectes provenant du continent oriental. Elles ont l'apparence d'un gros scarabée à face quasi-humaine et leur piqûre est mortelle.
- Les mammouths existent au nord du Mur et servent de montures aux Géants.
- Les orignacs existent au nord du Mur, Ils sont réputés disparus. Ils sont décrits comme des orignaux géants.

## Supports

### Livres
L'univers a été développé à l'origine par George R. R. Martin dans son cycle romanesque Le Trône de fer. A Game of Thrones (1996), A Clash of Kings (1999), A Storm of Swords (2000), A Feast for Crows (2005) et A Dance with Dragons (2011) sont déjà parus, alors que The Winds of Winter et A Dream of Spring sont à paraître.
Par la suite, Martin a écrit d'autres textes situés dans cet univers, principalement les nouvelles regroupées sous le nom Tales of Dunk and Egg (d'après les noms des deux personnages principaux) : Le Chevalier errant (The Hedge Knight, publié en 1998 dans l'anthologie Legends de Robert Silverberg), L'Épée-lige (The Sworn Sword, publié en 2003 dans Legends II de Robert Silverberg) et L'Œuf de dragon (The Mystery Knight, publié en 2010 dans l'anthologie Warriors codirigée par George R. R. Martin et Gardner R. Dozois). L'encyclopédie Game of Thrones : Les origines de la saga (2014), écrit par Martin, Elio M. García et Linda Antonsson, donne de nombreux détails supplémentaires, ainsi qu'un grand nombre d'illustrations, utiles à la compréhension du monde complexe de la saga.

### Série télévisée
Une série télévisée, Game of Thrones, également adaptée des romans, est diffusée simultanément aux États-Unis ainsi qu'au Canada depuis le 17 avril 2011 sur HBO et HBO Canada.

### Autres produits dérivés
Les romans du cycle principal ont depuis été adaptés sur plusieurs autres supports. Plusieurs jeux en ont été tirés : en 2002, un jeu de cartes, puis, en 2003, un jeu de plateau, et en 2009 un jeu de rôle. Le jeu de cartes a permis à de nombreux illustrateurs de travailler sur l'univers, et a donné lieu à un ouvrage, The Art of George R.R. Martin’s A Song of Ice and Fire, publié en 2005 par l'éditeur du jeu de cartes, Fantasy Flight Games.

## Concept et création
George R. R. Martin situe ses romans dans un « monde secondaire », comme J. R. R. Tolkien l'a fait en créant la Terre du Milieu pour Le Seigneur des anneaux (The Lord of the Rings). L'auteur ne présente pas d'emblée le monde qu'il a créé comme étant d'origine magique, mais propose plutôt un univers imaginaire parsemé de traces d'une ancienne magie, comme si le monde avait déjà évolué vers une technologie surpassant les croyances des ancêtres des personnages. Le surnaturel est cependant toujours d'actualité, notamment à travers les créatures mythologiques réutilisées ou créées par Martin (les dragons, les Autres, les Enfants de la forêt, les loups géants, etc.), les différentes religions faisant coexister nouveaux et anciens dieux, et des procédés mythiques comme le feu grégeois. Mais l'utilisation d'humains parlant notre langue (l'anglais en version originale) dont les luttes de pouvoir sont similaires à celles qui nous sont familières rattache ce monde imaginaire à une version alternative de la Terre.
L'auteur a créé un monde en ajoutant de façon ponctuelle, au fil des romans, des informations permettant de comprendre son fonctionnement, au travers des dialogues ou de la narration. Il retrace l'histoire fictive de son univers, persuadé que les événements passés, qu'ils soient récents ou qu'ils se soient déroulés des milliers d'années plus tôt, ont toujours une influence sur le présent. L'histoire fictive des romans est successivement dévoilée par des révélations, des flashbacks et des souvenirs des différents personnages,, utilisant des procédés narratifs comme le monologue interne, ainsi que des narrateurs et des points de vue multiples. Les annexes des différents romans constituent également une grande source d'information sur le canon de l'univers, de même que les nouvelles Les Aventures de Dunk et de l’Œuf ou le beau-livre Game of Thrones - Les Origines (The World of Ice and Fire). Martin a avoué à propos de la série télévisée que les scénaristes ont pu manquer de ces outils pour la présentation de l'univers aux néophytes, bien qu'ils aient à leur disposition d'autres outils de narration.
Martin a inclus des cartes de l'univers dans ses romans. D'abord sélectives (celles du premier roman ne représentaient que le Nord et le Sud de Westeros), les cartes se sont étoffées peu à peu jusqu'à devenir presque exhaustives dans A Dance with Dragons. En 2003, Martin a expliqué qu'il avait délibérément choisi de ne pas représenter l'intégralité de l'univers dès le premier roman. Ainsi, il voulait que le lecteur s'identifie aux personnages de Moyen-Âge qui ne savaient pas nécessairement où et à quelle distance se trouvaient les lieux qu'ils ne connaissaient pas. Il refusait aussi de souscrire à la théorie du Tough Guide To Fantasyland (en) qui impliquait que les personnages doivent visiter tous les lieux représentés sur la carte. De plus, l'auteur a choisi de rester vague sur la taille de son univers, omettant d'inclure une échelle sur ses cartes afin de décourager toute tentative de prédiction des durées de voyage basées sur la mesure des distances.
Afin de présenter de manière rapide et efficace l'univers dépeint dans les épisodes, le générique de la série télévisée adaptée des romans utilise une version en trois dimensions des cartes de Martin, projetée sur une terre concave. En plus de la représentation visuelle des lieux que les personnages vont visiter dans l'épisode, le générique contient aussi un subtil résumé de l'histoire fictive d'Essos et Westeros, inscrite sur les bas-reliefs de l'astrolabe qui éclaire cet univers creux.